# Lorenzo Musetti
Lorenzo Musetti, né le 3 mars 2002 à Carrare, est un joueur de tennis italien, professionnel depuis 2019. Il a gagné la médaille de bronze aux Jeux olympiques de Paris 2024.

## Carrière

### Carrière junior
Lorenzo Musetti commence à jouer au tennis à l'âge de 4 ans. Son père est un producteur de marbre de Carrare. Il s'entraîne à « La Spezia TC and Tirrenia » avec le même entraîneur depuis l'âge de 7 ans, Simone Tartarini. Il remporte son premier tournoi junior à Tirana, lors du National Sport Park Open.
Après avoir accédé à la finale du tournoi junior de l'US Open 2018 où il est battu par le Brésilien Thiago Seyboth Wild, il remporte l'Open d'Australie 2019 en dominant en finale l'Américain Emilio Nava à sa 4e balle de match et après en avoir écarté une dans le jeu décisif (4-6, 6-2, 7-612). Cette performance lui permet d'être numéro un mondial junior.

### Carrière professionnelle

#### Débuts professionnels
Il obtient ses premiers succès professionnels en 2019. Il atteint les demi-finales du tournoi Challenger de Milan en juin et remporte deux tournois Futures à Antalya en octobre.
En février 2020, il se qualifie pour la première fois dans le tableau principal d'un tournoi ATP à Dubaï en battant Alexei Popyrin et Evgeny Donskoy. Il est éliminé au premier tour par Andrey Rublev.
En septembre 2020, alors 249e mondial et issu des qualifications, il remporte sa première victoire sur le circuit ATP au Masters de Rome en dominant en 2 sets (6-0, 7-62) le Suisse 17e mondial, Stanislas Wawrinka, triple vainqueur de Grand Chelem. Il bat encore Kei Nishikori (6-3, 6-4), avant de se faire éliminer par Dominik Köpfer (4-6, 0-6). Dans la foulée, il s'adjuge la première édition du tournoi Challenger de Forli en battant en finale le Brésilien Thiago Monteiro. En fin d'année, il est demi-finaliste de l'Open de Sardaigne.

### 2021
Lorenzo Musetti commence sa saison 2021 par une finale au Challenger d'Antalya, perdue contre Jaume Munar, puis atteint une seconde finale le mois suivant à Biella.
Il se distingue ensuite lors du tournoi ATP d'Acapulco où, issu des qualifications, il élimine le 9e mondial Diego Schwartzman (6-3, 2-6, 6-4). Il enchaîne en écartant Frances Tiafoe (2-6, 6-3, 7-61) et Grigor Dimitrov (6-4, 7-63) avant de s'incliner sèchement aux portes de la finale contre Stéfanos Tsitsipás. Grâce à ce parcours, il intègre pour la première fois le top 100 à 19 ans. La semaine suivante, il accède au 3e tour au Masters de Miami, perdant contre Marin Čilić.
En mai à Lyon, il s'achemine dans le dernier carré avec le statut de remplaçant après de belles victoires sur Félix Auger-Aliassime et Sebastian Korda en trois sets. Il perdra à la porte de la finale mais aura pris un set à Stéfanos Tsitsipás, futur vainqueur.
À Roland-Garros, il intègre directement le tableau principal, ce qui devient sa toute première participation à un tournoi du Grand Chelem. Il bat David Goffin alors 13e mondial, au premier tour en trois sets . Il récidive au second tour contre Yoshihito Nishioka puis au troisième tour contre son compatriote Marco Cecchinato en cinq sets,. En seconde semaine, dès sa première participation donc, il joue contre le no 1 mondial, Novak Djokovic en huitièmes de finale. Il remporte les deux premiers sets, avant de voir le Serbe revenir dans la partie, et finit par abandonner, complètement usé physiquement (7-67, 7-62, 1-6, 0-6, 0-4 ab),.
Sur le gazon de Wimbledon, il est défait au premier tour par Hubert Hurkacz en 3 sets.
En novembre il dispute les Next Generation ATP Finals mais s'incline dès les poules.

### 2022: premiers titres à Hambourg et Naples

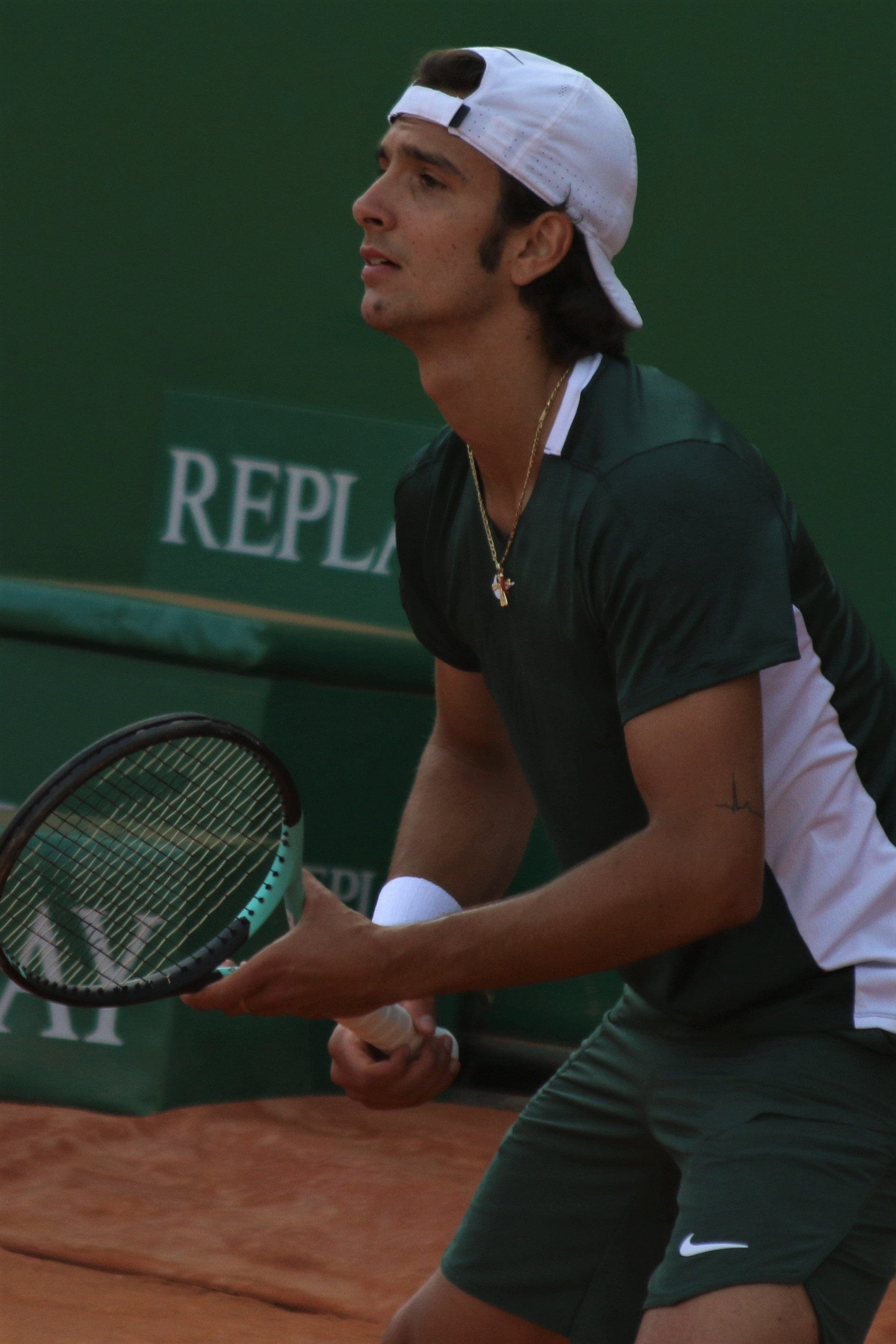
Musetti au Masters de Monte-Carlo en 2022.

Lorenzo Musetti commence à se montrer à Marrakech avec un quart de finale perdu contre Laslo Djere. Puis au Masters de Monte-Carlo, il bat le 9e mondial, Félix Auger-Aliassime (6-2, 7-62) avant de s'incliner dans une rencontre serrée lors des huitièmes de finale contre Diego Schwartzman. Et à Barcelone, il s'incline de nouveau en huitième contre Schwartzman.
À Roland-Garros, il mène deux sets à rien contre le 4e mondial, Stéfanos Tsitsipás avant de s'incliner en cinq manches.
Le 24 juillet, Musetti remporte le premier titre de sa carrière sur le circuit ATP, à l'occasion du tournoi de Hambourg (ATP 500). Sur son parcours, il passe Dušan Lajović difficilement en trois manches, après Emil Ruusuvuori, puis Alejandro Davidovich Fokina et Francisco Cerúndolo, le tout en deux sets. En finale, il se défait difficilement de l'Espagnol Carlos Alcaraz en trois sets accrochés (6-4, 66-7, 6-4). Dans le deuxième set, l'Italien a notamment manqué cinq balles de match, dont trois consécutives dans le jeu décisif. Le jeune prodige espagnol avouera par la suite avoir du mal contre les joueurs italiens, faisant allusion à Matteo Berrettini, lui et Jannik Sinner. Cette performance le propulse à la 31e place du classement mondial, alors qu'il était classé 62e avant le début du tournoi.
Lors de l'US Open, il atteint le troisième tour mais s'incline contre le surprenant Ilya Ivashka.
En Italie, il atteint le dernier carré au tournoi de Florence, perdant sèchement contre Félix Auger-Aliassime, le futur vainqueur. Puis la semaine suivante au tournoi de Naples, il élimine le Serbe Laslo Djere (7-5, 6-3), le Colombien Daniel Elahi Galán (6-3, 6-0) ainsi qu'un autre Serbe, Miomir Kecmanović (6-3, 6-4) en demi-finale. Il affronte en finale son compatriote Matteo Berrettini et le vainc (7-65, 6-2) pour s'offrir son deuxième titre de l'année, le premier sur dur.
Il atteint pour la première fois de sa carrière les quarts de finale en Master 1000 au Masters de Paris-Bercy en battant Marin Čilić (6-4, 6-4), après Nikoloz Basilashvili (6-4, 6-2) puis le Norvégien Casper Ruud (4-6, 6-4, 6-4). Il est éliminé sèchement par Novak Djokovic (0-6, 3-6).

### 2023: quart de finale à Monte-Carlo, demi à Barcelone et 1/8 à Roland-Garros

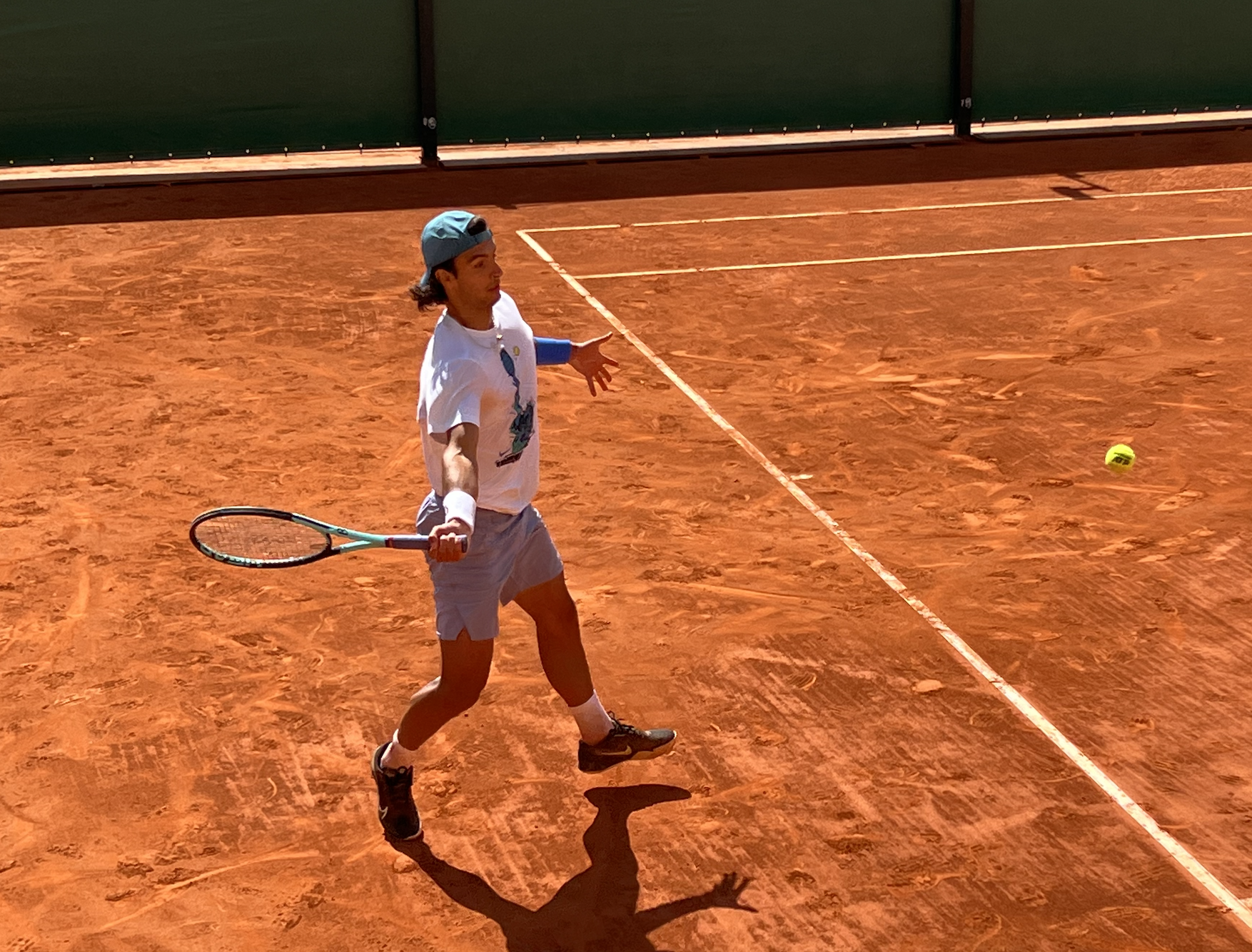
Musetti à l'entraînement à Monte-Carlo en 2023.

Éliminé au premier tour de l'Open d'Australie et dès son entrée en lice lors des Masters 1000 d'Indian Wells et de Miami, Lorenzo Musetti connaît un début de saison difficile.
Il réalise toutefois un excellent début de tournée sur terre battue, réalisant sa plus belle performance en carrière en battant le numéro 1 mondial, Novak Djokovic en huitièmes de finale du Masters 1000 de Monte-Carlo (4-6, 7-5, 6-4). Il avait battu auparavant le Serbe Miomir Kecmanović (7-61, 6-0) et son compatriote Luca Nardi sur une double roue de bicyclette (6-0, 6-0). Il dispute alors le deuxième quart de finale de Masters 1000 de sa carrière contre un autre Italien, Jannik Sinner, finaliste à Indian Wells quelques semaines avant et huitième mondial. Il s'arrête à ce stade (2-6, 2-6).
Il enchaîne avec un deuxième bon résultat à Barcelone en rejoignant les demi-finales la semaine suivante. Il bat pour cela l'Australien Jason Kubler (6-3, 6-1), le Britannique Cameron Norrie, tête de série numéro sept (3-6, 6-4, 6-1) et profite du forfait de son compatriote Jannik Sinner qui l'avait battu la semaine dernière. Il livre un bon match mais perd contre le numéro cinq mondial Stéfanos Tsitsipás (4-6, 7-5, 3-6). Arrivant à Roland-Garros en confiance, il y livre trois prestations de qualité contre Mikael Ymer (7-5, 6-2, 6-4), Alexander Shevchenko (6-1, 6-1, 6-2) et le Britannique Cameron Norrie (6-1, 6-2, 6-4). Son match contre l'Espagnol Carlos Alcaraz, numéro un mondial, est très attendu en huitièmes de finale, mais il échoue à aller plus loin, ne gagnant que sept jeux (3-6, 2-6, 2-6).
Pour le début de saison sur gazon, il s'impose contre Jan Choinski, invité Britannique au Queen's (6-4, 6-2) et contre l'Américain Ben Shelton (6-4, 4-6, 6-4) pour atteindre les quarts de finale. Il tombe logiquement contre le sixième mondial Holger Rune (4-6, 5-7). Il gagne début juillet ses premiers matchs à Wimbledon contre le Péruvien Juan Pablo Varillas (6-3, 6-1, 7-5) et l'Espagnol Jaume Munar (6-4, 6-3, 6-1). Il a affaire au troisième tour au Polonais Hubert Hurkacz, gros serveur et ancien demi-finaliste ici même. Il s'incline logiquement mais montre ses progrès (64-7, 4-6, 4-6).

### 2024:1redemi-finaleen Grand Chelem à Wimbledon, finales au Queen's, Umag et Chengdu, médaille de bronze aux Jeux olympiques
À Roland-Garros, tête de série numéro 30, Musetti bat en trois sets Daniel Elahi Galán puis Gaël Monfils et retrouve au troisième tour Novak Djokovic, trois ans après s'être incliné face au Serbe en cinq sets, un match qui faisait de Musetti une « révélation ». Djokovic s'impose à nouveau en cinq sets.
Au tournoi du Queen's, Musetti renverse dès son premier match la tête de série numéro deux, Alex de Minaur, septième joueur mondial et vainqueur quelques jours plus tôt d'un titre à Bois-Le-Duc (1-6, 6-4, 6-2), sa première victoire sur un membre du top 10 sur gazon. Il enchaîne avec d'autres victoires sur l'Américain Brandon Nakashima (6-4, 4-6, 6-4), Billy Harris (6-3, 7-5), invité au tournoi et l'Australien spécialiste de la surface Jordan Thompson (6-3, 3-6, 6-3). Disputant sa première finale sur herbe et la première depuis deux ans, il s'incline logiquement contre l'Américain Tommy Paul (1-6, 68-7), treizième joueur mondial. Il confirme ses très bonnes dispositions sur herbe, renversant lors du tournoi de Wimbledon le Français Constant Lestienne (4-6, 7-64, 6-2, 6-2) et luttant contre son compatriote Luciano Darderi qui dispute pour la première fois le tournoi (6-4, 4-6, 65-7, 6-4, 6-4). Il profite d'un tableau favorable et affronte la surprise argentine Francisco Comesaña, qui dispute son premier Majeur en carrière (6-2, 64-7, 7-63, 6-3), ralliant ainsi la deuxième semaine de Wimbledon pour la première fois de sa carrière. Il affronte en huitièmes de finale un autre Français, le jeune Giovanni Mpetshi Perricard qui joue lui aussi pour la première fois le tournoi londonien, et renverse le cours du match (4-6, 6-3, 6-3, 6-2), s'offrant son premier quart de finale en Grand Chelem. Au bout d'un duel de nouveau en cinq manches, il élimine l'Américain Taylor Fritz, vainqueur du tournoi d'Eastbourne (3-6, 7-65, 6-2, 3-6, 6-1). Il est aux portes de la finale et joue de nouveau le Serbe Novak Djokovic, qui le sort en trois manches (6-4, 7-62, 6-4).
En juillet, il atteint la finale du tournoi d'Umag sur terre battue où il est battu par l'Argentin Francisco Cerúndolo dans un match accroché (6-2, 4-6, 65-7) et avait assumé son statut de tête de série numéro deux en écartant sans encombre Marco Trungelliti (6-4, 6-3), le jeune Jakub Menšík (6-4, 6-1) et le spécialiste Dušan Lajović (5-7, 6-3, 6-0) en quarts de finale.
Il participe ensuite aux Jeux olympiques de Paris qui se disputent sur terre battue. Il se qualifie jusqu'en demi-finale sans perdre de set en battant notamment Taylor Fritz en huitièmes de finale et Alexander Zverev en quart de finale. En demi-finale, il est battu par Novak Djokovic. Lors de la petite finale, il bat Félix Auger-Aliassime et remporte donc la médaille de bronze olympique offrant à l'Italie une première médaille en simple messieurs depuis 1924, celle de Uberto de Morpurgo. À la fin du mois d'août, il est dominé au troisième tour de l'US Open en quatre sets par Brandon Nakashima. Il réalise un début de tournoi compliqué à Chengdu en tant que tête de série numéro une, renversant de justesse Christopher O'Connell au premier tour après avoir été mené un set et un break (65-7, 6-4, 7-64) et sort en trois manches le vétéran Français Adrian Mannarino (6-2, 5-7, 6-2). Il passe la surprise qualifiée Alibek Kachmazov, 252e joueur mondial (6-4, 6-2) pour disputer sa première finale en dehors d'Europe. Il affronte le jeune Shang Juncheng qui dispute sa première finale sur le circuit et voit le local l'emporter (64-7, 1-6).
Disputant la fin de saison en Europe à Vienne, il vainc son compatriote Lorenzo Sonego (6-3, 6-2) avant de profiter du forfait de Gaël Monfils, malade. Il s'offre de nouveau la tête de série numéro une Alexander Zverev (2-6, 7-65, 6-4), numéro trois mondial après être passé à deux points de perdre le match avant de sortir contre le Britannique Jack Draper (2-6, 4-6), auteur de sa première demi-finale en Majeur à l'US Open cette saison, aux portes de la finale. Comme l'année passée, il s'arrête dès son premier match lors du dernier Masters 1000 de l'année à Bercy contre Jan-Lennard Struff (4-6, 2-6).

### 2025: première finale en Masters 1000 à Monte-Carlo, demi-finale à Madrid, Rome et Roland-Garros, entrée dans le Top 10
Il franchit en début d'année pour la première fois le deuxième tour à l'Open d'Australie, disposant de son compatriote Matteo Arnaldi (7-64, 4-6, 7-65, 6-3) puis du Canadien ancien Top 10 Denis Shapovalov (7-63, 7-66, 6-2), devant s'incliner au troisième tour contre l'Américain Ben Shelton (3-6, 6-3, 4-6, 65-7). S'envolant pour la terre battue sud-américaine en février, il vainc le Français Corentin Moutet (6-2, 6-3) mais doit déclarer forfait au tour suivant contre l'Espagnol Pedro Martínez en raison d'une blessure. Il égale sa meilleure performance à Indian Wells en remportant son premier match contre le Russe Roman Safiullin (7-5, 5-7, 6-2) mais s'incline au tour suivant après avoir eu une balle de match contre le jeune Français Arthur Fils (6-3, 64-7, 3-6). Comme la saison précédente, il est sorti en huitièmes à Miami par la légende Novak Djokovic (2-6, 2-6), après avoir renversé le Français Quentin Halys (3-6, 7-64, 7-5) et le Canadien Félix Auger-Aliassime (4-6, 6-2, 6-3).
Il aborde la saison sur terre battue au Masters 1000 de Monte-Carlo et se montre brillant sur ocre. Après des victoires sur Bu Yunchaokete (4-6, 7-5, 6-3) et Jiri Lehecka (1-6, 7-5, 6-2), il élimine son compatriote Matteo Berrettini (6-3, 6-3), puis le triple vainqueur et tenant du titre Stefanos Tsitsipas (1-6, 6-3, 6-4) qu'il parvient à battre pour la première fois en six confrontations. Au terme d'une demi-finale très accrochée contre Alex de Minaur (1-6, 6-4, 7-64), il accède à la première finale de Masters 1000 de sa carrière. Malgré le gain de la première manche, épuisé par les longs combats menés tout au long de la semaine, il finit par s'incliner face à Carlos Alcaraz (6-3, 1-6, 0-6). Il a un tirage difficile à Madrid mais ne perd aucune manche contre l'Argentin Tomás Martín Etcheverry (7-63, 6-2), ancien quart de finaliste Porte d'Auteuil, contre le Grec Stéfanos Tsitsipás (7-5, 7-63), ancien finaliste à Roland-Garros et de nouveau contre Alex de Minaur en huitièmes de finale (6-4, 6-2). Pour son premier quart de finale ici, il se débarrasse de la surprise Canadienne Gabriel Diallo (6-4, 6-3), repêché des qualifications. Sa deuxième demi-finale en Masters 1000 se solde par une défaite contre le Britannique Jack Draper, vainqueur d'Indian Wells qui le contient en deux manches (3-6, 64-7). L'Italien effectue à la suite de ce nouveau bon parcours son entrée dans le Top 10 pour la première fois de sa carrière.
Il ne baisse pas de rythme dans son pays natal, à Rome où il va jusqu'en quarts pour la première fois, battant sans lâcher de set le qualifié Otto Virtanen (6-3, 6-2) qui dispute son premier Masters 1000, l'Américain Brandon Nakashima (6-4, 6-3) et l'ancien vainqueur Daniil Medvedev (7-5, 6-4), après une longue interruption due à la pluie juste avant une balle de match. Il rejoint le dernier carré à la faveur d'une belle victoire sur le numéro deux mondial et tenant du titre Alexander Zverev (7-61, 6-4) mais cède de nouveau contre Carlos Alcaraz (3-6, 64-7) qui rejoint pour la première fois la finale du tournoi.
À Roland-Garros, Lorenzo Musetti bat l’Américain Frances Tiafoe (6-2, 4-6, 7-5, 6-2) qui joue comme lui son premier quart de finale sur la terre battue parisienne, et accède aux demi-finales où il affronte pour la troisième fois sur ocre cette saison Carlos Alcaraz. Face au tenant du titre et numéro deux mondial, il fait jeu égal durant deux manches, mais doit abandonner, blessé (6-4, 63-7, 0-6, 0-2 ab.). Il s'était montré solide en première semaine, contre le qualifié Yannick Hanfmann (7-5, 6-2, 6-0) et le repêché Colombien Daniel Elahi Galán (6-4, 6-0, 6-4), comme l'année passée, ne cédant qu'un set contre le spécialiste de la surface, Mariano Navone (4-6, 6-4, 6-3, 6-2) qui réalise sa meilleure performance en Majeur. Il avait également éliminé l'habitué Danois Holger Rune (7-5, 3-6, 6-3, 6-2), dixième joueur mondial en huitièmes de finale. Il effectue son retour à Wimbledon, auquel il a été demi-finaliste l'année précédente et dispute son seul match de la saison sur gazon contre le qualifié Géorgien Nikoloz Basilashvili (2-6, 6-4, 5-7, 1-6), 128e et qui gagne son premier match en Majeur depuis trois saisons. Il rencontre de nouveau la défaite d'entrée à Washington contre le Britannique Cameron Norrie (6-3, 2-6, 3-6) qui bat son premier Top 10 depuis deux ans, au troisième tour de Toronto, renversé par le jeune Alex Michelsen (6-3, 64-7, 4-6), et d'entrée à Cincinnati contre le Français Benjamin Bonzi (7-5, 4-6, 64-7) qui y remporte son premier match.

## Palmarès

### Titres en simple
| No | Date       | Nom et lieu du tournoi          | Catégorie | Dotation    | Surface      | Finaliste         | Score          |          |
| -- | ---------- | ------------------------------- | --------- | ----------- | ------------ | ----------------- | -------------- | -------- |
| 1  | 18-07-2022 | Hamburg European Open, Hambourg | ATP 500   | 1 770 865 € | Terre (ext.) | Carlos Alcaraz    | 6-4, 66-7, 6-4 | Parcours |
| 2  | 17-10-2022 | Tennis Napoli Cup, Naples       | ATP 250   | 612 000 €   | Dur (ext.)   | Matteo Berrettini | 7-65, 6-2      | Parcours |

### Finales en simple
| No | Date       | Nom et lieu du tournoi                 | Catégorie    | Dotation    | Surface      | Vainqueur           | Score          |          |
| -- | ---------- | -------------------------------------- | ------------ | ----------- | ------------ | ------------------- | -------------- | -------- |
| 1  | 17-06-2024 | Cinch Championships, Londres           | ATP 500      | 2 255 655 € | Gazon (ext.) | Tommy Paul          | 6-1, 7-68      | Parcours |
| 2  | 21-07-2024 | Plava Laguna Croatia Open, Umag        | ATP 250      | 579 320 €   | Terre (ext.) | Francisco Cerúndolo | 2-6, 6-4, 7-65 | Parcours |
| 3  | 18-09-2024 | Chengdu Open, Chengdu                  | ATP 250      | 1 171 655 $ | Dur (ext.)   | Shang Juncheng      | 7-64, 6-1      | Parcours |
| 4  | 06-04-2025 | Rolex Monte-Carlo Masters, Monte-Carlo | Masters 1000 | 6 128 940 € | Terre (ext.) | Carlos Alcaraz      | 3-6, 6-1, 6-0  | Parcours |

### Finales en double
| No | Date       | Nom et lieu du tournoi     | Catégorie    | Dotation    | Surface    | Vainqueurs                 | Partenaire     | Score             |          |
| -- | ---------- | -------------------------- | ------------ | ----------- | ---------- | -------------------------- | -------------- | ----------------- | -------- |
| 1  | 19-02-2024 | Qatar ExxonMobil Open Doha | ATP 250      | 1 395 875 $ | Dur (ext.) | Jamie Murray Michael Venus | Lorenzo Sonego | 7-60, 2-6, [10-8] | Parcours |
| 2  | 07-08-2025 | Cincinnati Open Cincinnati | Masters 1000 | 9 193 540 $ | Dur (ext.) | Nikola Mektić Rajeev Ram   | Lorenzo Sonego | 4-6, 6-3, [10-5]  | Parcours |

## Parcours dans les tournois duGrand Chelem

### En simple
| Année | Open d'Australie | Open d'Australie | Internationaux de France | Internationaux de France | Wimbledon       | Wimbledon            | US Open         | US Open           |
| ----- | ---------------- | ---------------- | ------------------------ | ------------------------ | --------------- | -------------------- | --------------- | ----------------- |
| 2021  | —                | —                | 1/8 de finale            | Novak Djokovic           | 1er tour (1/64) | Hubert Hurkacz       | 2e tour (1/32)  | Reilly Opelka     |
| 2022  | 1er tour (1/64)  | Alex de Minaur   | 1er tour (1/64)          | Stéfanos Tsitsipás       | 1er tour (1/64) | Taylor Fritz         | 3e tour (1/16)  | Ilya Ivashka      |
| 2023  | 1er tour (1/64)  | Lloyd Harris     | 1/8 de finale            | Carlos Alcaraz           | 3e tour (1/16)  | Hubert Hurkacz       | 1er tour (1/64) | Titouan Droguet   |
| 2024  | 2e tour (1/32)   | Luca Van Assche  | 3e tour (1/16)           | Novak Djokovic           | 1/2 finale      | Novak Djokovic       | 3e tour (1/16)  | Brandon Nakashima |
| 2025  | 3e tour (1/16)   | Ben Shelton      | 1/2 finale               | Carlos Alcaraz           | 1er tour (1/64) | Nikoloz Basilashvili |                 |                   |

N.B. : à droite du résultat se trouve le nom de l'ultime adversaire.

### En double messieurs
| Année | Open d'Australie                                                                  | Open d'Australie | Internationaux de France                                                     | Internationaux de France                                                              | Wimbledon                                                                             | Wimbledon | US Open | US Open |
| ----- | --------------------------------------------------------------------------------- | ---------------- | ---------------------------------------------------------------------------- | ------------------------------------------------------------------------------------- | ------------------------------------------------------------------------------------- | --------- | ------- | ------- |
| 2021  | —                                                                                 | —                | 1er tour (1/32) T. Paul \|\| style="text-align:left;" \| J. Chardy F. Martin | —                                                                                     | —                                                                                     | —         | —       |         |
| 2022  | 1er tour (1/32) G. Mager \|\| style="text-align:left;" \| D. Altmaier T. Monteiro | —                | —                                                                            | 1er tour (1/32) H. Gaston \|\| style="text-align:left;" \| L. Glasspool H. Heliövaara | 1er tour (1/32) H. Gaston \|\| style="text-align:left;" \| T. Kokkinakis Nick Kyrgios |           |         |         |

N.B. : le nom du partenaire se trouve sous le résultat ; les noms des ultimes adversaires se trouvent à droite.

### En double mixte
| Année | Open d'Australie | Open d'Australie | Internationaux de France | Internationaux de France | Wimbledon | Wimbledon | US Open                                                                      | US Open |
| ----- | ---------------- | ---------------- | ------------------------ | ------------------------ | --------- | --------- | ---------------------------------------------------------------------------- | ------- |
| 2025  | —                | —                | —                        | —                        | —         | —         | 1/4 de finale C. McNally \|\| style="text-align:left;" \| I. Świątek C. Ruud |         |

N.B. : le nom du partenaire se trouve sous le résultat ; les noms des ultimes adversaires se trouvent à droite.

## Parcours aux Jeux olympiques
| Année     | 2020 (Tokyo)            | 2020 (Tokyo)          | 2024 (Paris)                   | 2024 (Paris)                   |
| --------- | ----------------------- | --------------------- | ------------------------------ | ------------------------------ |
| En simple | 1er tour John Millman   | 1er tour John Millman | Bronze · Félix Auger-Aliassime | Bronze · Félix Auger-Aliassime |
| En double | 1/8 de finale L. Sonego | N. Mektić M. Pavić    | 1er tour L. Darderi            | N. Jarry A. Tabilo             |

N.B. : sous le résultat se trouve le nom de l’ultime adversaire.

## Parcours dans lesMasters 1000
| Année | Indian Wells         | Miami                     | Monte-Carlo                  | Madrid                  | Rome                       | Canada                    | Cincinnati          | Shanghai          | Paris                     |
| ----- | -------------------- | ------------------------- | ---------------------------- | ----------------------- | -------------------------- | ------------------------- | ------------------- | ----------------- | ------------------------- |
| 2020  | n.o.                 | n.o.                      | n.o.                         | n.o.                    | 1/8 de finale D. Köpfer    | n.o.                      | —                   | n.o.              | —                         |
| 2021  | 1er tour A. Ramos    | 3e tour M. Čilić          | 1er tour A. Karatsev         | —                       | 2e tour R. Opelka          | —                         | —                   | n.o.              | 2e tour J. Duckworth      |
| 2022  | 2e tour R. Opelka    | 1er tour A. Popyrin       | 1/8 de finale D. Schwartzman | 1/8 de finale A. Zverev | —                          | —                         | 1er tour B. Ćorić   | n.o.              | 1/4 de finale N. Djokovic |
| 2023  | 2e tour A. Mannarino | 2e tour J. Lehečka        | 1/4 de finale J. Sinner      | 2e tour Y. Hanfmann     | 1/8 de finale S. Tsitsipás | 1/8 de finale D. Medvedev | 2e tour D. Medvedev | 2e tour Hsu Y.-h. | 1er tour G. Dimitrov      |
| 2024  | 3e tour H. Rune      | 1/8 de finale C. Alcaraz  | 1/8 de finale N. Djokovic    | 2e tour T. Seyboth      | 2e tour T. Atmane          | —                         | 2e tour F. Tiafoe   | 2e tour D. Goffin | 1er tour J.-L. Struff     |
| 2025  | 3e tour A. Fils      | 1/8 de finale N. Djokovic | Finale C. Alcaraz            | 1/2 finale J. Draper    | 1/2 finale C. Alcaraz      | 3e tour A. Michelsen      | 2e tour B. Bonzi    |                   |                           |

N.B. : sous le résultat se trouve le nom de l’ultime adversaire.

## Confrontations avec ses principaux adversaires
Confrontations lors des différents tournois ATP et en Coupe Davis avec ses principaux adversaires (5 confrontations minimum et avoir été membre du top 10). Classement par pourcentage de victoires.
| Joueur                | Meilleur classement | Confrontations | Victoires | Défaites | Pourcentage de victoires | Dernière confrontation                                 |
| --------------------- | ------------------- | -------------- | --------- | -------- | ------------------------ | ------------------------------------------------------ |
| Novak Djokovic        | 1                   | 9              | 1         | 8        | 11,1                     | défaite (2-6, 2-6) au Masters de Miami 2025            |
| Carlos Alcaraz        | 1                   | 7              | 1         | 6        | 14,3                     | défaite (6-4, 63-7, 0-6, 0-2 ab.) à Roland-Garros 2025 |
| Stéfanos Tsitsipás    | 3                   | 7              | 2         | 5        | 28,6                     | victoire (7-5, 7-63) au Masters de Madrid 2025         |
| Frances Tiafoe        | 10                  | 6              | 3         | 3        | 50                       | victoire (6-2, 4-6, 7-5, 6-2) à Roland-Garros 2025     |
| Félix Auger-Aliassime | 6                   | 7              | 4         | 3        | 57,1                     | victoire (4-6, 6-2, 6-3) au Masters de Miami 2025      |
| Taylor Fritz          | 4                   | 5              | 3         | 2        | 60                       | victoire (6-4, 7-5) aux Jeux olympiques 2024           |

## Victoires sur le top 10
Toutes ses victoires sur des joueurs classés dans le top 10 de l'ATP lors de la rencontre.
| Légende         |
| Grand Chelem    |
| Jeux olympiques |
| Masters 1000    |
| ATP 500         |
| ATP 250         |

| #  | L.M.   | Tournoi         | Année | Surface      | Adversaire            | Rang  | Tour   | Score              |
| -- | ------ | --------------- | ----- | ------------ | --------------------- | ----- | ------ | ------------------ |
| 1  | no 120 | Acapulco        | 2021  | Dur          | Diego Schwartzman     | no 9  | 1/16   | 6-3, 2-6, 6-4      |
| 2  | no 83  | Monte-Carlo     | 2022  | Terre battue | Félix Auger-Aliassime | no 9  | 1/16   | 6-2, 7-62          |
| 3  | no 62  | Hambourg        | 2022  | Terre battue | Carlos Alcaraz        | no 5  | Finale | 6-4, 66-7, 6-4     |
| 4  | no 23  | Paris           | 2022  | Dur (int.)   | Casper Ruud           | no 4  | 1/8    | 4-6, 6-4, 6-4      |
| 5  | no 21  | Monte-Carlo     | 2023  | Terre battue | Novak Djokovic        | no 1  | 1/8    | 4-6, 7-5, 6-4      |
| 6  | no 30  | Queen's         | 2024  | Gazon        | Alex de Minaur        | no 7  | 1/16   | 1-6, 6-4, 6-2      |
| 7  | no 16  | Jeux olympiques | 2024  | Terre battue | Alexander Zverev      | no 4  | 1/4    | 7-5, 7-5           |
| 8  | no 17  | Vienne          | 2024  | Dur (int.)   | Alexander Zverev      | no 3  | 1/4    | 2-6, 7-65, 6-4     |
| 9  | no 16  | Monte-Carlo     | 2025  | Terre battue | Stéfanos Tsitsipás    | no 8  | 1/4    | 1-6, 6-3, 6-4      |
| 10 | no 16  | Monte-Carlo     | 2025  | Terre battue | Alex de Minaur        | no 10 | 1/2    | 1-6, 6-4, 7-64     |
| 11 | no 11  | Madrid          | 2025  | Terre battue | Alex de Minaur        | no 7  | 1/8    | 6-4, 6-2           |
| 12 | no 9   | Rome            | 2025  | Terre battue | Alexander Zverev      | no 2  | 1/4    | 7-61, 6-4          |
| 13 | no 7   | Roland-Garros   | 2025  | Terre battue | Holger Rune           | no 10 | 1/8    | 7-5, 3-6, 6-3, 6-2 |

## Classements ATP en fin de saison
| Année          | 2019 | 2020 | 2021 | 2022 | 2023 | 2024 |
| Rang en simple | 361  | 128  | 59   | 23   | 27   | 17   |
| Rang en double | 1049 | 672  | 366  | 573  | 275  | 181  |

Source : (en) Classements de Lorenzo Musetti sur le site officiel de la Fédération internationale de tennis

## Vie privée
Lorenzo Musetti a un fils, Ludovico, né en mars 2024. En 2025, sa compagne attend un deuxième enfant.